# Helen Homans
Helen Homans, gift McLean, född 1878 eller 1879, död 29 mars 1949 var en amerikansk tennisspelare.
Homans är känd för sin singeltitel i  Amerikanska mästerskapen 1906 som på den tiden spelades i Chestnut Hill på gräsbanor som ägdes av the Philadelphia Cricket Club. Hon mötte i finalen landsmaninnan Maud Barger-Wallach, som hon besegrade i två raka set (6-4 6-3).  Året innan, 1905, nådde hon finalen i the All Comers Round där hon mötte Elisabeth Moore som vann med 6-4, 5-7, 6-1. Moore blev därmed mästare, eftersom 1904 års mästare May Sutton inte ställde upp för att försvara sin titel. 
År 1905 vann hon dubbeltiteln i Amerikanska mästerskapen tillsammans med  Carrie Neely. Hon spelade dubbelfinal också 1906 och 1915.   

## Grand Slam-titlar
- Amerikanska mästerskapen
  - Singel - 1906
  - Dubbel - 1905